# جک کریک (نوادا)
جک کریک (به انگلیسی: Jack Creek) یک منطقهٔ مسکونی در ایالات متحده آمریکا است که در شهرستان ایلکو، نوادا واقع شده‌است.